# Вілліс Е. Дейвіс (тенісист)
Вілліс Е. Дейвіс (англ. Willis E. Davis; 1 січня 1893 — 1 січня 2000) — колишній американський тенісист.
Найвищу одиночну позицію світового рейтингу — 9 місце досяг 1919 року (за даними А. Волліса Маєрса).
Перемагав на турнірах Великого шолома в змішаному парному розряді.
Завершив кар'єру 1923 року.

## Титули Великого шлему

### Мікст (1)
| Результат | Рік  | Турнір        | Покриття | Партнер       | Суперники                  | Рахунок  |
| --------- | ---- | ------------- | -------- | ------------- | -------------------------- | -------- |
| Перемога  | 1916 | Чемпіонат США | Трава    | Елеонора Сірс | Флоренс Баллін Білл Тілден | 6–4, 7–5 |